# Revolució Federalista
La Revolució Federalista és la denominació de la guerra civil ocorreguda en la Regió Sud del Brasil, entre 1893 i 1895, pocs anys després de la Proclamació de la República. El conflicte es va originar per la crisi política generada per Gaspar da Silveira Martins i els federalistes, opositors del governador de l'estat de Rio Grande do Sul, Júlio de Castilhos. Els gasparistes pretenien conquerir major autonomia pels estats i descentralitzar el poder governamental de la recentment instal·lada República.
Les disputes partidistes van acabar per desencadenar una lluita armada, que va durar de febrer de 1893 a agost de 1895, resolta amb la victòria dels seguidors de Júlio de Castilhos. El conflicte va limitar-se geogràficament als estats sulistes: Rio Grande do Sul, Santa Catarina i Paraná (en aquella època, Paraná i São Paulo conformaven un únic estat, però els rebels no van arribar a endinsar-se en terres paulistes). El seu objectiu era formar una gran columna amb efectius suficients per entrar en la capital, Rio de Janeiro, i derrocar el govern de la República.

## Context

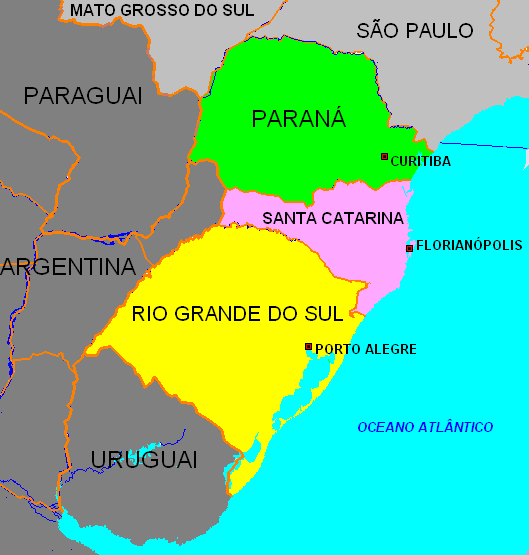
Regió sud del Brasil

Durant el període del Brasil Imperi, l'antiga província de Rio Grande do Sul va estar immersa en diversos conflictes bèlics, com la Guerra Cisplatina (1825-1828), la Revolució Farroupilha (1835-1845), la Guerra de la Plata (1851-1852) o la Guerra del Paraguai (1864-1870), i la població gaúcha va quedar devastada.
Els últims anys del regnat de Pere II del Brasil, en la dècada del 1880, van sorgir en la regió tres lideratges polítics antagònics: el liberal Assis Brasil, el conservador Pinheiro Machado i el positivista Júlio Prates de Castilho. Malgrat les discrepàncies, tots tres van unir forces per fundar el Partit Republicà Rio-Grandense (PRR). Aquest rebia l'oposició del Partit Federalista de Rio Grande do Sul, fundat i liderat pel liberal monàrquic Gaspar Silveira Martins.
Des de l'adveniment de la República, el novembre de 1889, els gaúchos van veure passar divuit governadors en un termini de dos anys, amb constants retrets i picabaralles entre ambdós bàndols.
L'any 1891, el primer president de la República Manuel Deodoro da Fonseca, va dimitir i el mariscal Floriano Peixoto, en la seva condició de vicepresident, va reemplaçar-lo, instituint un govern autoritarista, centralitzador i repressiu, conegut amb el nom de República de l'Espasa.

## Faccions

### Júlio de Castilhos
Júlio de Castilhos va cursar Dret a São Paulo, on va tenir contacte amb les idees positivistes d'Auguste Comte, una corrent que fou nexe comú de les diverses faccions antimonàrquiques que van estar darrere del cop d'estat que va acabar amb la monarquia al Brasil.
Va ser diputat provincial en l'assemblea constituent de 1890-1891, promovent la implantació d'un període dictatorial que consolidés la República i defensant una forta centralització del poder en la figura del president-dictador. Va ser l'encarregat de redactar la nova constitució de l'estat, que va impregnar amb els dogmes positivistes i la seva visió centralista -per exemple, el governador exerciria també el poder legislatiu). El text va ser aprovat el juliol de 1891, en una assemblea estatal controlada pel PRR, liderat pel propi Castilhos.
Just després d'haver-se promulgat la constitució de 1891, va ser elegit governador. Però va ser deposat per haver afavorit els moviments que durien a la dimissió de Deodoro, el nomenament de Peixoto i el posterior tancament del Congrés Nacional. El gener de 1893, després d'uns nous comicis al govern de l'estat, Castilhos va tornar a prendre possessió.

### Gaspar da Silveira Martins
Gaspar da Silveira Martins era un intel·lectual que havia arribat a ser ministre en un dels últims gabinets de Pere II. Després de la proclamació de la República, va ser arrestat i exiliat a Europa, retornant al Brasil el 1892. Va fundar el Partit Federalista de Rio Grande do Sul, que defensava el sistema parlamentarista i exigia modificacions en la constitució estatal aprovada l'any anterior.
El 1893, amb l'ascens al poder novament de Castilhos, Silveira Martins va contactar amb Gumercindo Saraiva per derrocar el governador. Saraiva, un cacic lloc, va viatjar a l'Uruguai, on havia viscut 30 anys, i va reclutar una força de 500 homes. Un segon grup, comandat pel general Joca Tavares (exgovernador i adversari polític de Castilhos), va unir-s'hi a la revolta amb 3.000 soldats.
Amenaçat, el governador va convèncer el president Floriano Peixoto de que l'alçament armat era una temptativa de Silveira Martins per restaurar la monarquia.

### Pica-paus i Maragatos
Els seguidors de Júlio de Castilhos, dits usualment Castilhistes, rebien sovint el sobrenom de Pica-paus. Per la seva part, els opositors afins a Gaspar da Silveira Martins eren anomenats Federalistes, Gasparistas o Maragatos.
El terme pica-pau (picot) va sorgir a causa dels colors de l'uniforme i les plomes que duien al barret els soldats legalistes, que recordaven a una de les famílies d'aquesta au, endèmica de la regió. Als gasparistes se'ls va anomenar maragatos per un motiu ben diferent: molts dels homes que Gumercindo Saraiva havia portat des del departament de San José (Uruguai) tenien arrels espanyoles, més concretament de la comarca de la Maragatería. Aquests eren tinguts per delinqüents nòmades –una connotació pejorativa similar a la que històricament ha rebut el poble gitano. Així, l'ús del mot maragato posava en relleu el fet de ser mercenaris estrangers.

### Argentina i Uruguai
Al llarg de la revolució, els maragatos van tenir suport constant de la província de Corrientes, a l'Argentina i també des de l'Uruguai. Això els va permetre contrabandear armament a través de la frontera o practicar incursions tàctiques en territori estranger, a fi de fugir de persecucions i refugiar-se en moments de desavantatges davant l'enemic.

## El conflicte

### Declaració de guerra
El 2 de febrer de 1893, una setmana després de la possessió de Júlio de Castilhos, Gumercindo Saraiva va entrar en Rio Grande do Sul venint de l'Uruguai, travessant la frontera per la Serra d'Aceguá amb la seva cohort de maragatos. Aquests van unir-se als homes reclutats pel general João Nunes da Silva Tavares, conegut com Joca Tavares, Baró d'Itaqui.
Primerament, els gasparistes van situar-se al perímetre fronterer, exigint la deposició de Júlio de Castilhos (que havia sigut elegit governador per vot directe). Els amotinats demanaven també un plebiscit per escollir el sistema de govern. El moviment contrari a Castilhos va produir que diverses veus sorgissin arreu del país contra el president Peixoto. Considerant que l'estabilitat de la República estava en risc, va ordenar al general Hipólio Ribeiro que destinés tropes de l'exèrcit sota el seu comandament per donar suport al govern estatal de Júlio de Castilhos. Aquestes van ser nomenades freqüent com "tropes legalistes". També van ser activats els reservistes i els cossos no regulars de l'exèrcit.
La primera victòria dels maragatos va arribar el maig de 1893, al costat del rierol Inhanduí, a Alegrete. En aquest combat, els legalistes van comptar amb el lideratge del senador del PRR, Pinheiro Machado.

### Expansió al nord

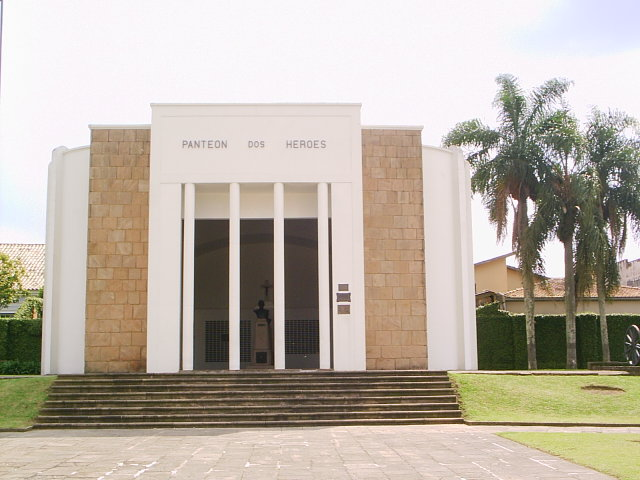
Panteó dels Herois (Lapa, Paraná)

Els batallons de Saraiva van dirigir-se a Dom Pedrito i des d'allà van iniciar una sèrie d'atacs llampecs contra diversos punts de l'estat, desestabilitzant les posicions dels castilhistes. De seguida van posar rumb al nord, avançant el novembre sobre Santa Catarina i arribant al febrer de 1894 a Paranà, on van ser frenats en la ciutat de Lapa, a seixanta quilòmetres al sud-oest de la capital paranaense, Curitiba. Els maragatos van assetjar la ciutat durant 26 dies, fins que va caure. L'obstinada resistència dels pica-paus va causar un important nombre de baixes entre els maragatos. Més important que això, és que va donar temps a l'exèrcit legalista a reorganitzar-se i enviar reforços des de São Paulo.
L'almirall Custódio de Melo, l'exministre que havia dirigit la infructuosa Revolta de l'Armada contra el govern de Floriano Peixoto, es va unir als federalistes i va ocupar Desterro (actual Florianópolis). Sortint de l'illa de Santa Catarina, va arribar a Curitiba, on es va trobar amb Gumercindo Saraiva.
Els reforços legalistes van tallar de soca-rel les opcions d'avanç dels maragatos, que van abandonar Curitiba poques setmanes després de conquerir-la i van retirar-se fins a Rio Grande do Sul. Saraiva va morir el 10 d'agost, després de rebre un tret en una missió de reconeixement. El seu germà Aparício el va substituir com a comandant en cap dels maragatos.

### La pau
La revolució federalista va ser derrotada en la batalla de Campo Osório, el 24 de juny de 1895, quan l'almirall Saldanha da Gama, que comandava un contingent de 400 homes, gairebé tots de la Marina, va ser derrotat (i mort) pels pica-paus lideralts pel general Hipólito Ribeiro. La derrota va causar una gran conmoció en el costat Federalista i va accelerar el procés de pau, que va ser signada el dia 23 d'agost de 1895, en Pelotas. L'emissari del govern federal va ser Galvão de Queirós, en representació del nou president de la República, Prudente de Morais. El representant dels insurrectes va ser Joca Tavares.

## Balanç: la revolució de les degolles

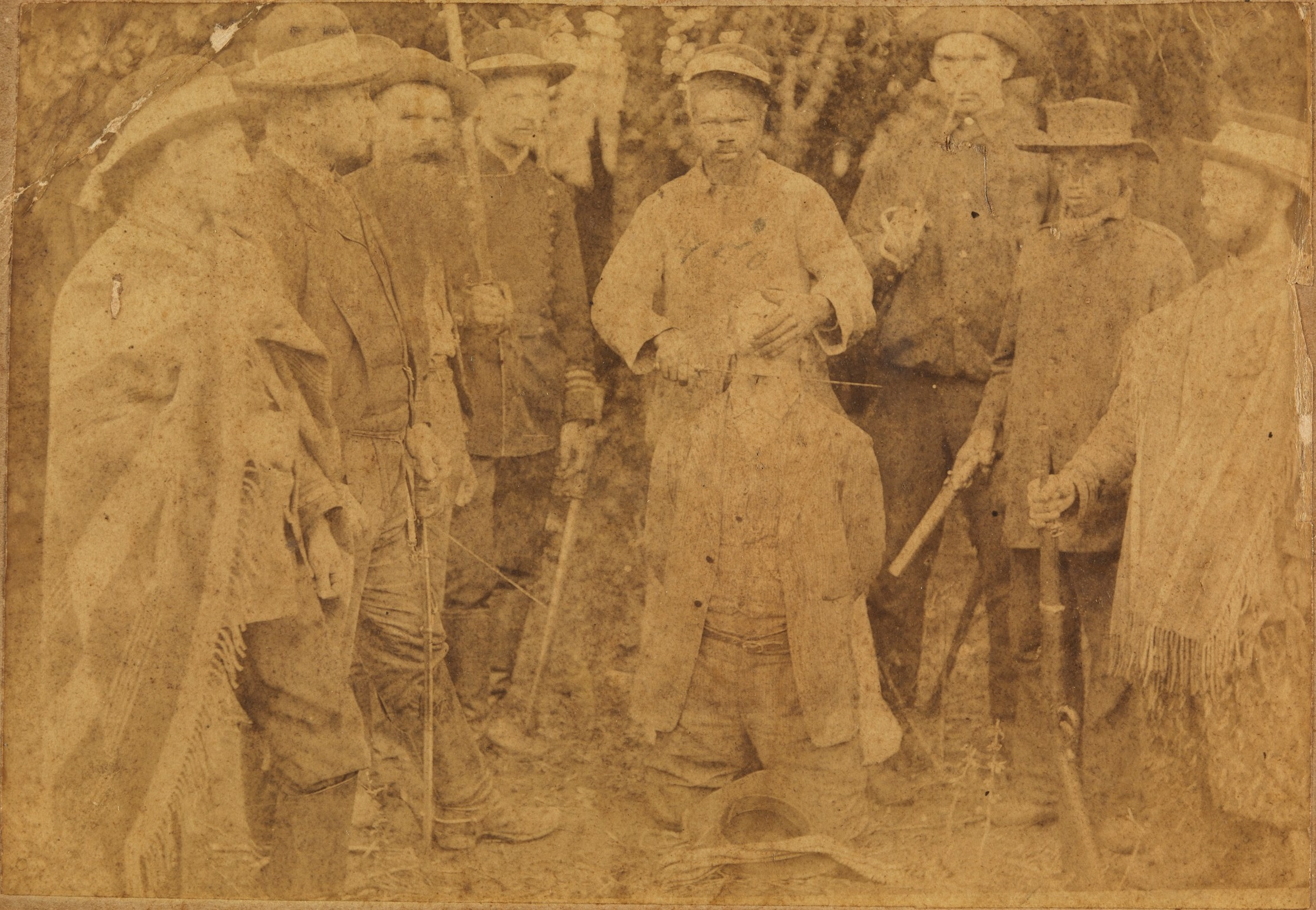
Execució d'un rebel federalista en Ponta Grossa, abril de 1894.

Aquest conflicte va propiciar almenys deu mil morts i incomptables ferits. La pràctica de la degolla dels presoners no va ser rara en ambdós contrincants, adquirint un to de revenja. Per molt de temps va ser atribuït al coronel maragato Adão Latorre la degolla de 300 pica-paus presoners, als marges del riu Negro, motiu pel qual va ser conegut com el "Poltrer d'ànimes". El 5 d'abril, després del Combat de Boi Preto, hi va haver la degolla de 250 maragatos, en represàlia per l'afer del riu Negro. El pica-pau Xerengue rivalitzava amb Latorre amb el nombre de degollats.
Moltes vegades, la degolla era practicada precedida per burles i humiliacions. En algun cas, abans de ser executats, s'havia castrat els presoners. En la degolla convencional, la víctima es trobava de genolls, amb les cames i mans lligades; es tirava el cap enrere per deixar el coll a la vista i el ganivet es passava d'orella a orella. Era un acte similar al sacrifici d'una ovella. Els ressentiments acumulats, les desavinences personals, sumats al caràcter brusc de l'homes del camp, avesats al sacrifici d'animals de granja, intenten explicar aquests actes salvatges.
Des del punt de vista militar i logístic, la degolla es donava per la incapacitat de les forces combatents per fer presoners, alimentar-los i traslladar-los; doncs, els dos bàndols lluitaven en situació de gran penúria. Es buscava, pel mateix motiu, estalviar munició emprant un mitjà ràpid d'execució.

## La Revolució de 1923

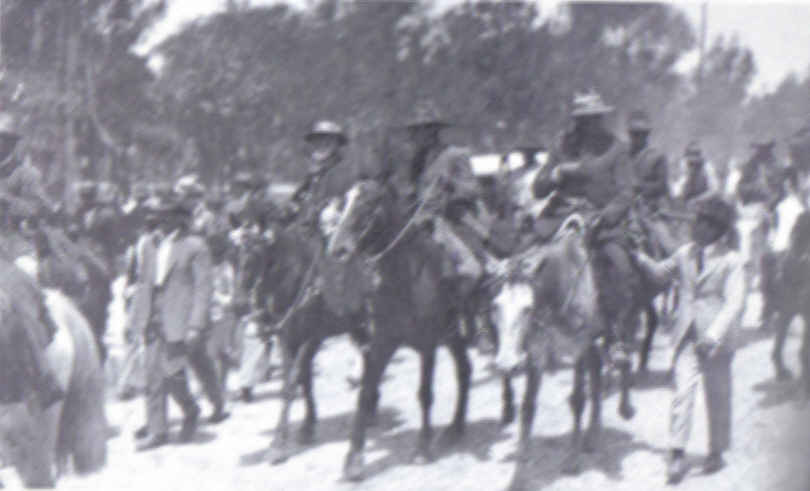
Tropes maragates ocupen Pelotas, 1923.

El PRR es va mantenir tres dècades més en el poder, de la mà dels governadors Carlos Barbosa Gonçalves i, principalment, Borges de Medeiros. Quan Medeiros va ser reelegit per un cinquè mandat, l'any 1923, els Federalistes van acusar els seus adversaris de frau electoral i van armar-se per derrocar el govern, tal com havia passat el 1893.
Els Maragatos d'Assís Brasil van ser definitivament derrotats a finals d'any pels Ximangos, afins a Borges de Medeiros. No obstant, aquesta vegada el conflicte va propiciar un acord polític per modificar la constitució gaúcha i limitar el poder del governador. Quan aquest va concloure la legislatura, el 1928, va ser reemplaçat per Getúlio Vargas.